# Rossatz-Arnsdorf
Rossatz-Arnsdorf  är en kommun  i Österrike. Den ligger i distriktet Krems i förbundslandet Niederösterreich. Huvudorten Rossatz ligger 66 km väster om huvudstaden Wien. 
Kommunen består av nio orter (Ortschaften) (inom parentes invånarantal 1 januari 2024):

- Bacharnsdorf (29)
- Hofarnsdorf (83)
- Mitterarnsdorf (155)
- Oberarnsdorf (171)
- Rossatz (353)
- Rossatzbach (82)
- Rührsdorf (144)
- St. Johann im Mauerthale (2)
- St. Lorenz (21)